# 台湾の温泉地一覧
台湾の温泉地一覧（たいわんのおんせんちいちらん）では、台湾における著名な温泉地を列挙する。

## 台北市

### 士林区
- 天母温泉(現存せず）

### 北投区
- 北投温泉
- 馬槽温泉(zh:馬槽溫泉）
- 陽明山温泉 別名：草山温泉
- 後山温泉 別名： 鹿角坑温泉 （zh:後山溫泉）

## 新北市

### 烏来区
- 烏来温泉

### 金山区
- 金山温泉
- 八煙温泉

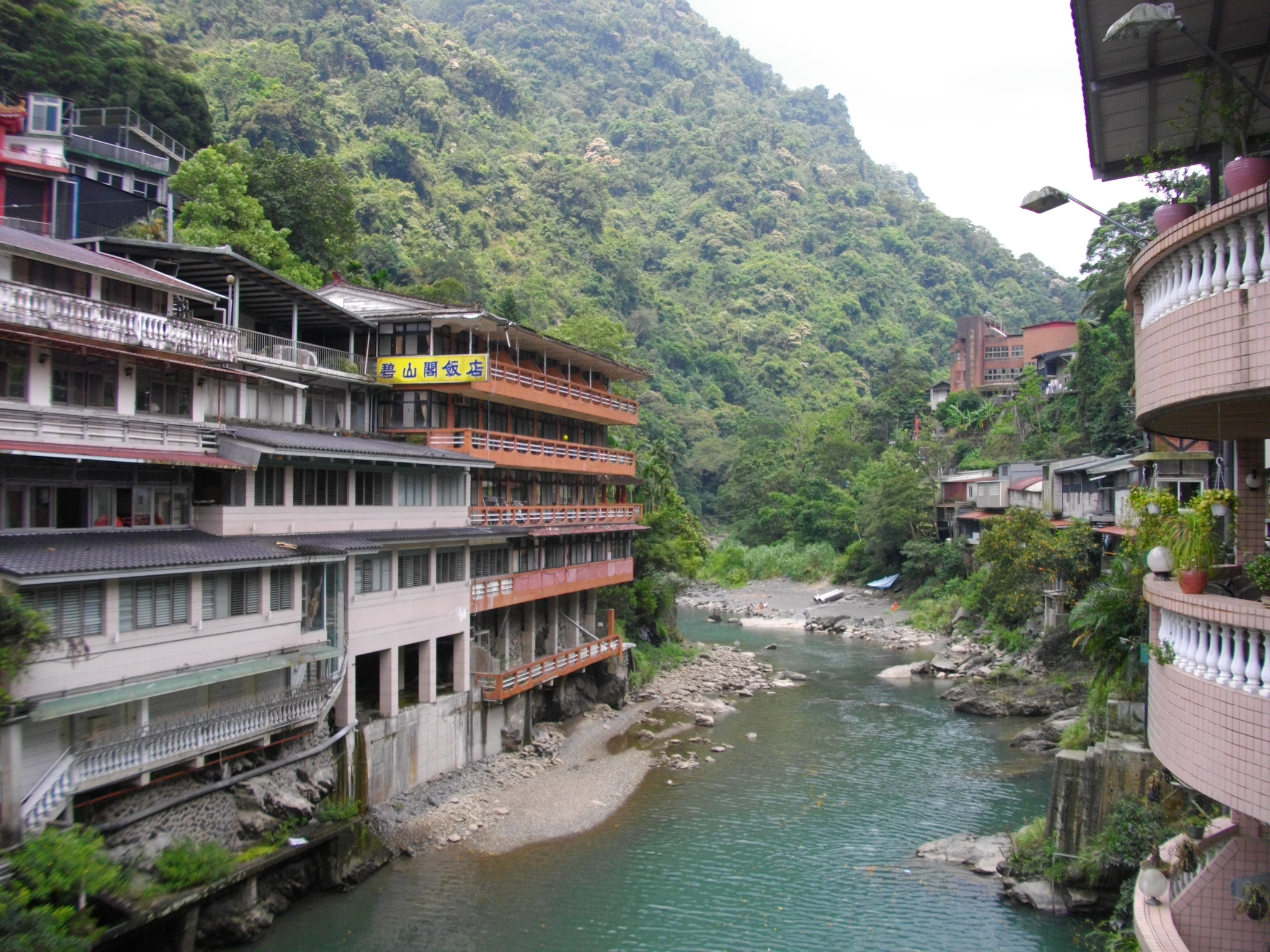
烏来温泉
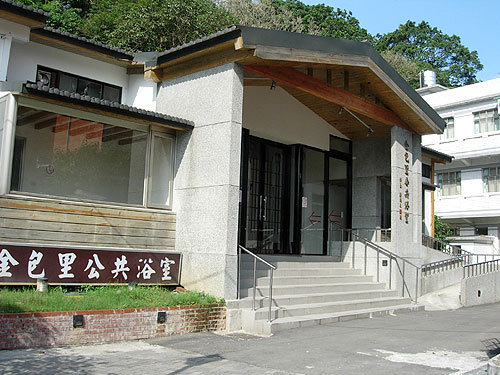
金山温泉

## 桃園市

### 亀山区
- 亀山冷泉 (zh:龜山冷泉)

### 復興区
- 爺亨温泉 (旧名：軍官温泉・爺温泉)
- 四稜温泉 (zh:四稜溫泉)

## 新竹県

### 新埔鎮
- 新埔温泉 (zh:新埔溫泉)

### 北埔郷
- 北埔冷泉 (zh:北埔冷泉)

### 五峰郷
- 清泉温泉（旧名：井上温泉）

### 尖石郷
- 秀巒温泉 (zh:秀巒溫泉)
- 小錦屏温泉 (zh:小錦屏溫泉)

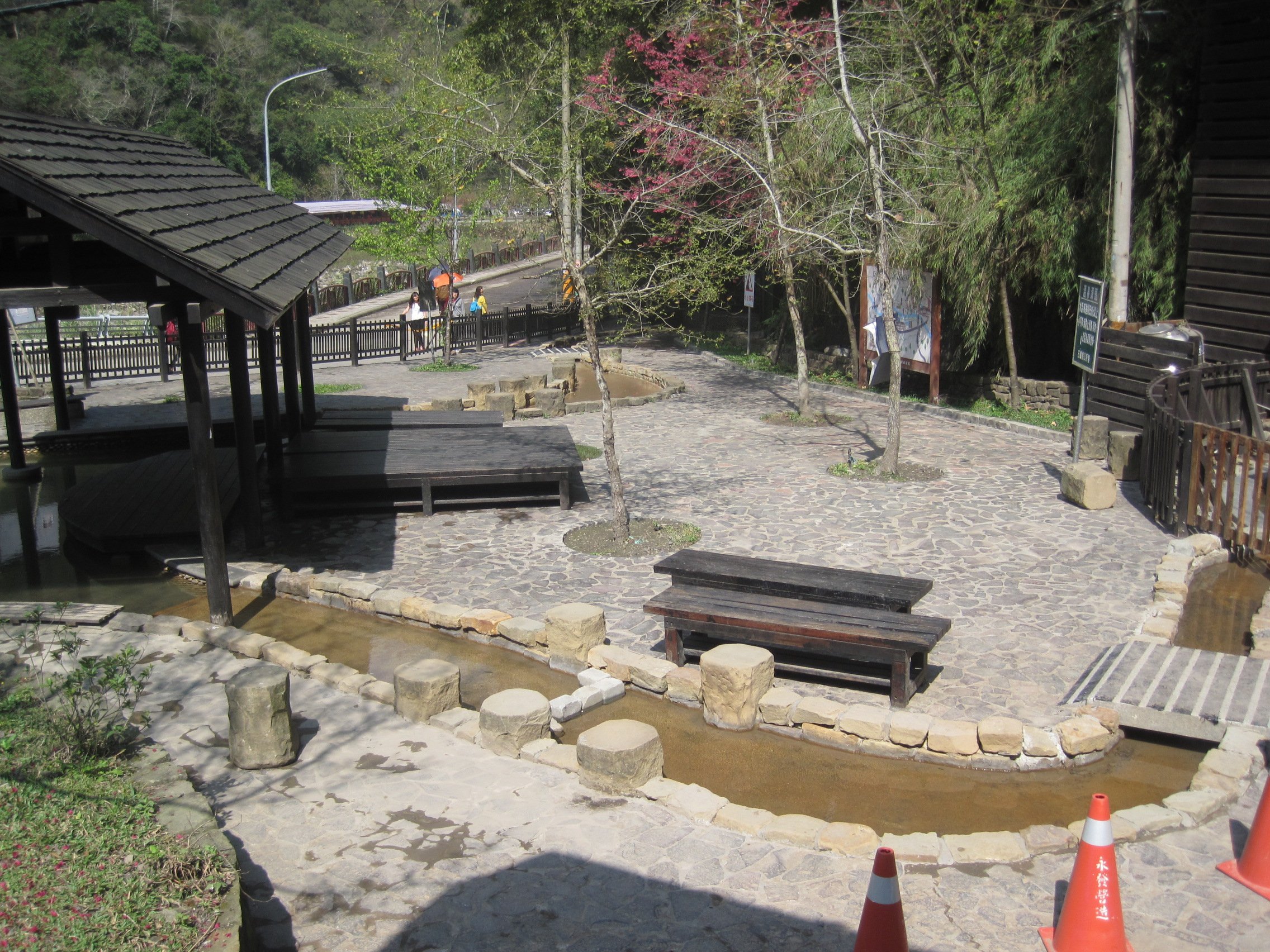
清泉温泉

## 苗栗県

### 泰安郷
- 泰安温泉 （上島温泉・騰龍温泉・虎山温泉の総称）

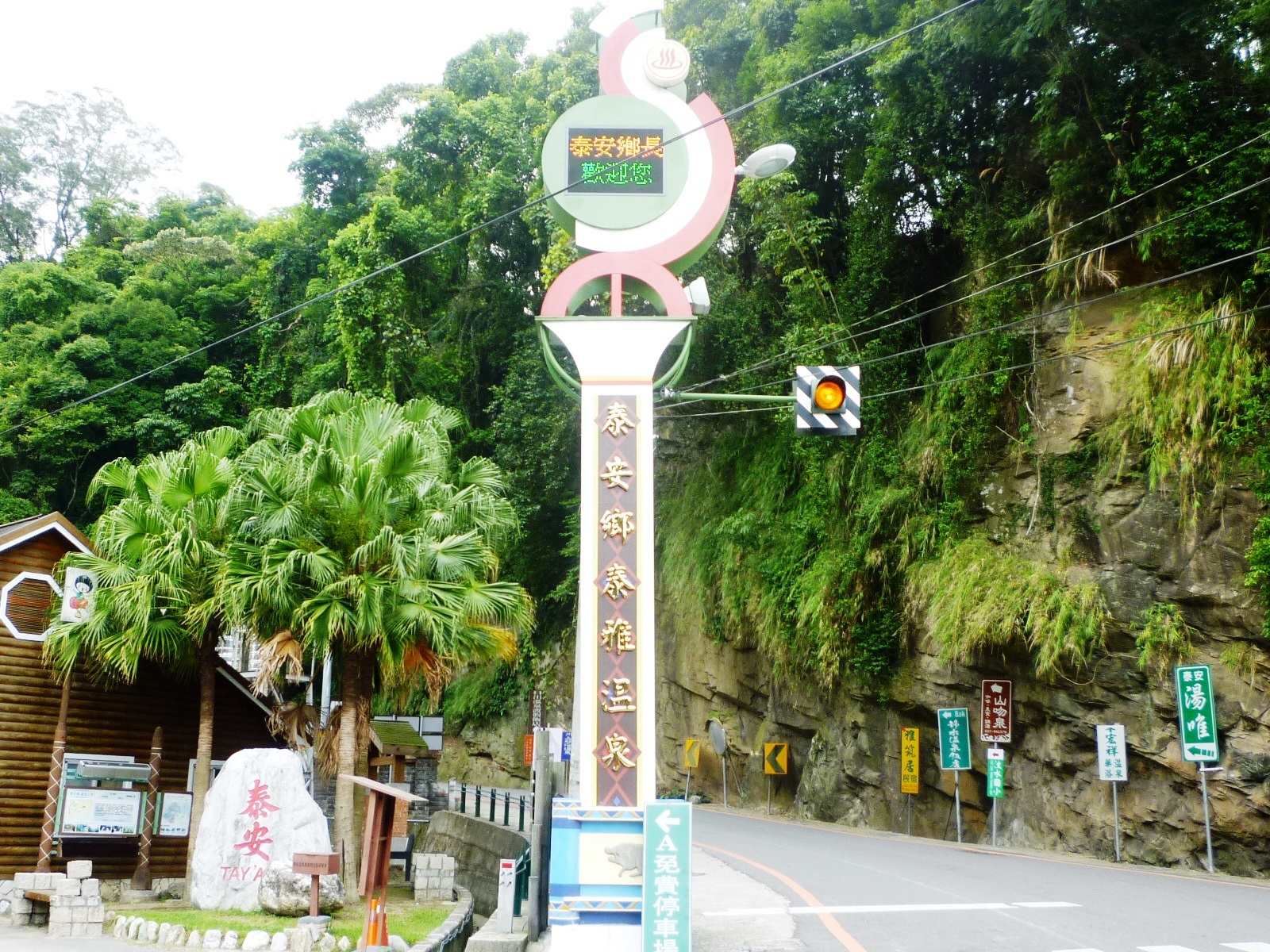
泰安温泉

## 台中市

### 和平区
- 谷関温泉

## 彰化県

### 彰化市
- 彰化温泉（現存せず）(zh:彰化溫泉)

## 南投県

### 仁愛郷
- 恵蓀温泉 (zh:惠蓀溫泉)
- 紅香温泉
- 瑞岩温泉
- 廬山温泉 （旧名：富士温泉）
- 奧萬大温泉 (zh:奧萬大溫泉)
- 春陽温泉 (旧名：桜温泉)

### 信義郷
- 東埔温泉（旧名：トンボ温泉）
- 楽楽谷温泉

## 嘉義県

### 中埔郷
- 中崙温泉
- 鶯山温泉

## 台南市

### 白河区

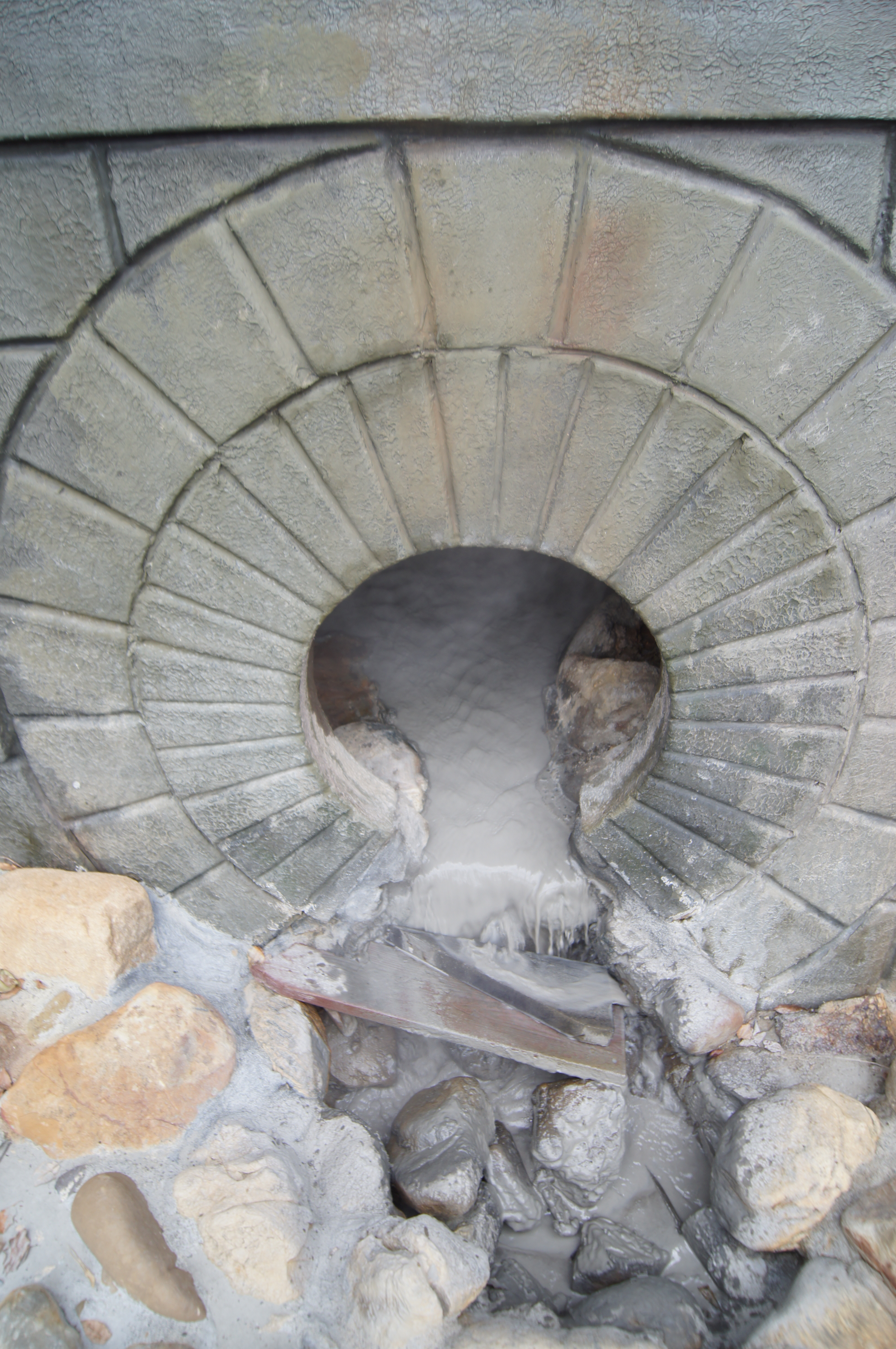
関子嶺温泉

- 関子嶺温泉

## 高雄市

### 六亀区
- 不老温泉 (zh:不老溫泉)
- 宝来温泉 (zh:寶來溫泉)

### 桃源区
- 梅山温泉 (zh:梅山溫泉)

### 田寮区
- 大崗山温泉 (zh:大崗山溫泉)

## 屏東県

### 車城郷
- 四重渓温泉

## 宜蘭県

### 大同郷
- 梵梵温泉
- 排骨溪温泉 (zh:排骨溪溫泉)
- 鳩之沢温泉

### 蘇澳鎮
- 蘇澳冷泉

### 南澳郷
- 碧侯温泉 (zh:碧侯溫泉)

### 頭城鎮
- 亀山島海底温泉

### 員山郷
- 員山温泉(zh:員山溫泉)

### 礁渓郷
- 礁渓温泉

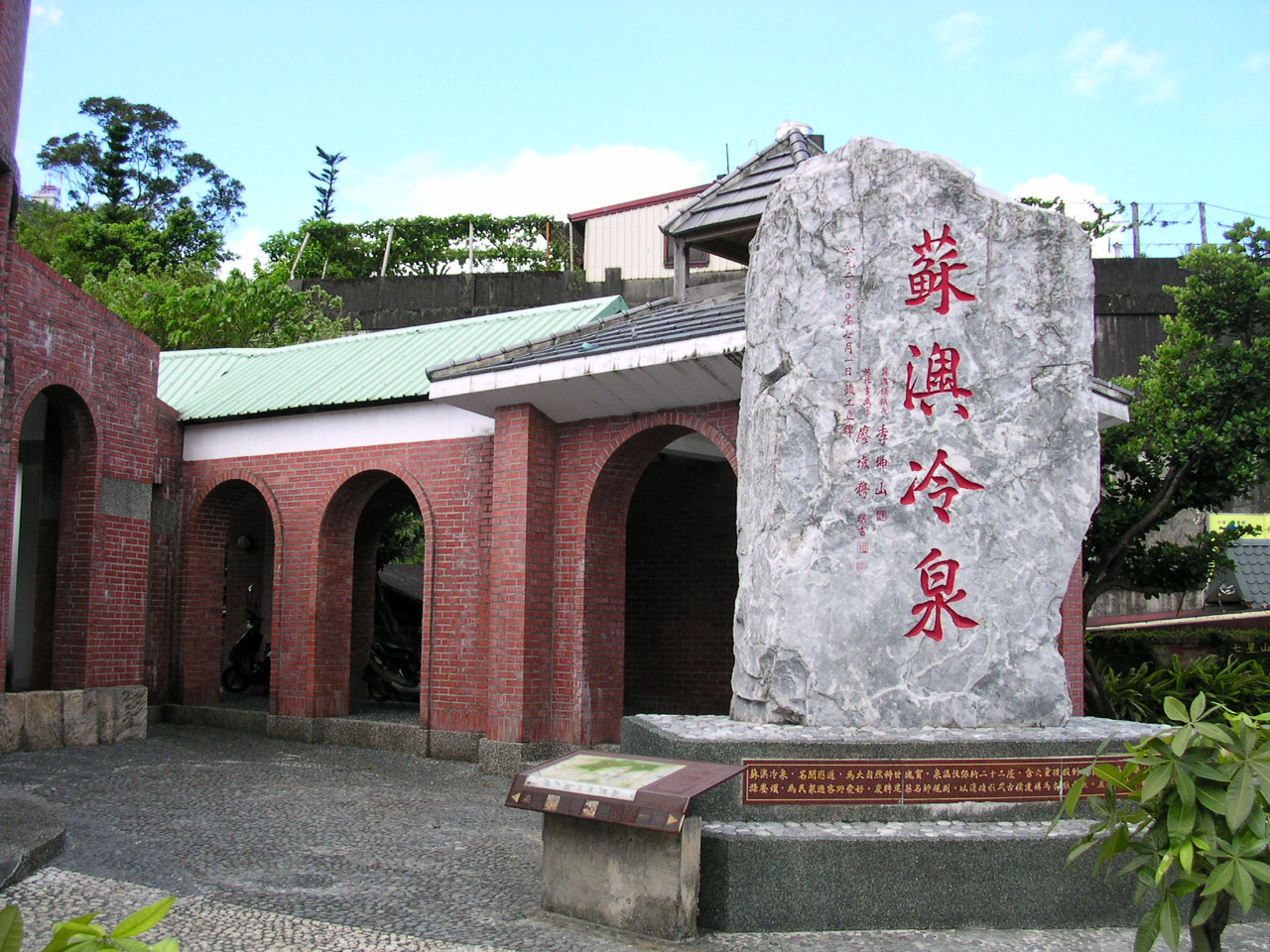
蘇澳冷泉
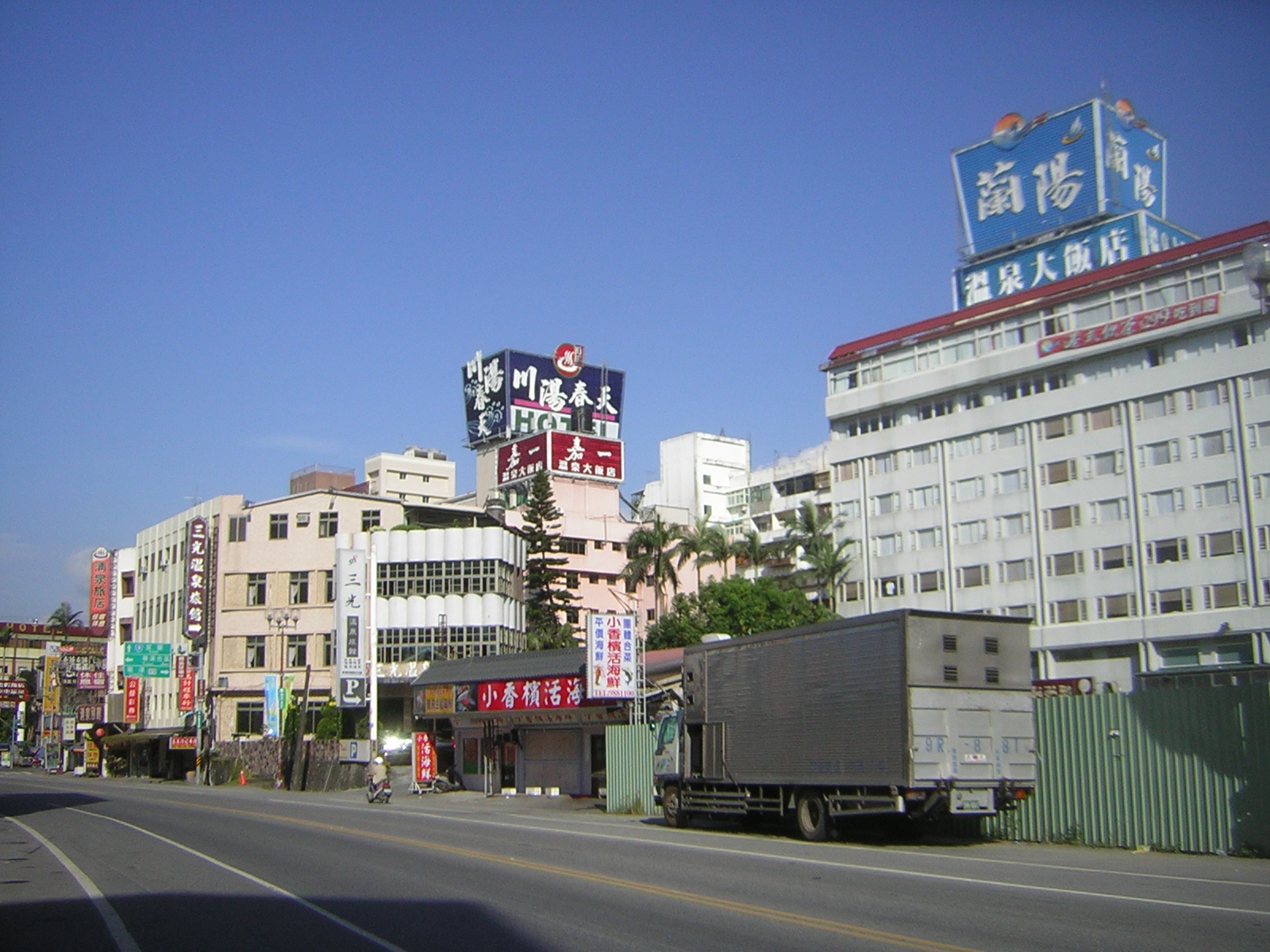
礁渓温泉

## 花蓮県

### 秀林郷
- 文山温泉

### 万栄郷
- 二子山温泉（zh:二子山溫泉）
- 瑞穂温泉
- 紅葉温泉 (花蓮県)

### 富里郷
- 富里温泉(zh:富里溫泉)

### 玉里鎮
- 安通温泉

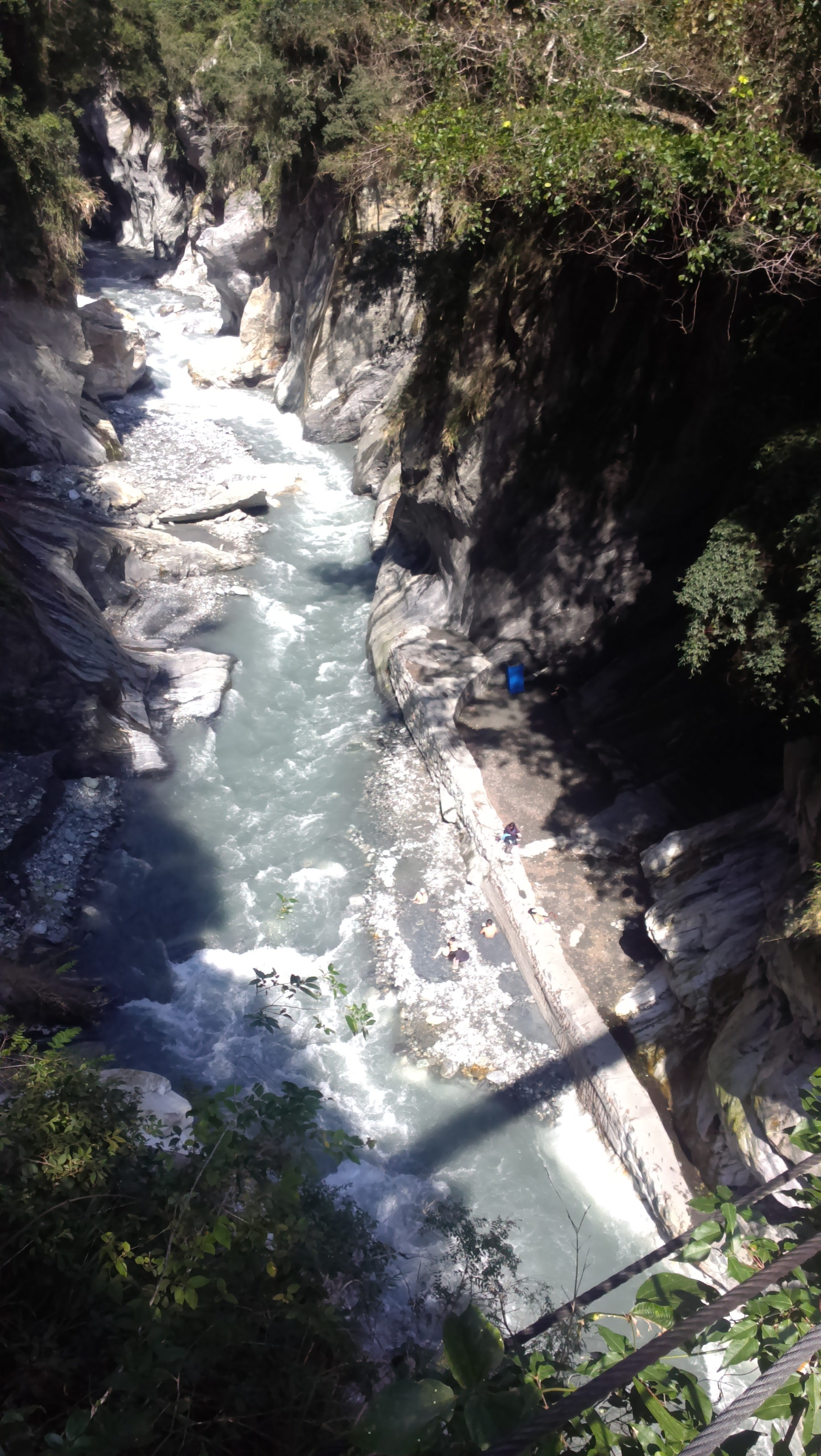
文山温泉
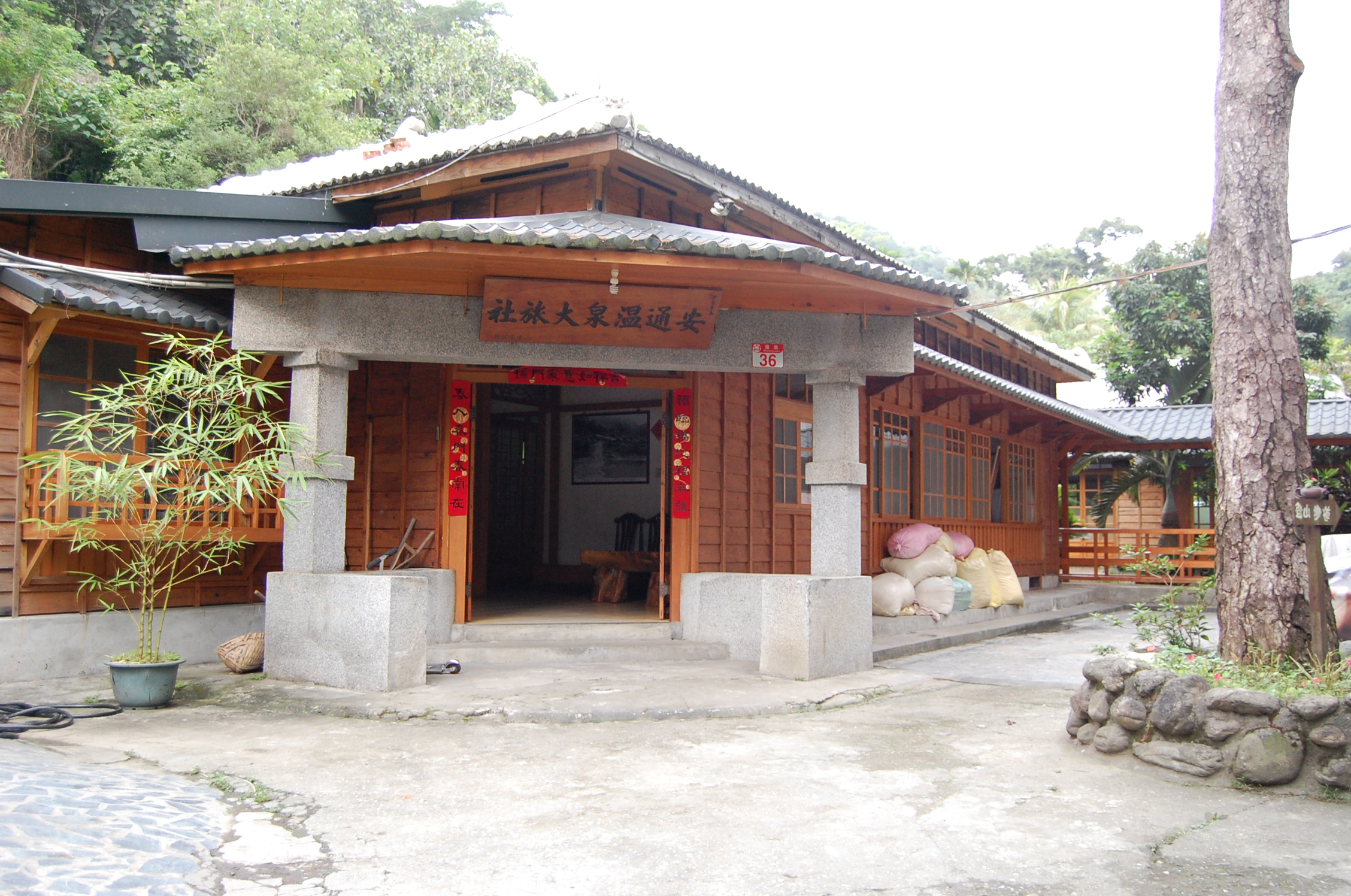
安通温泉
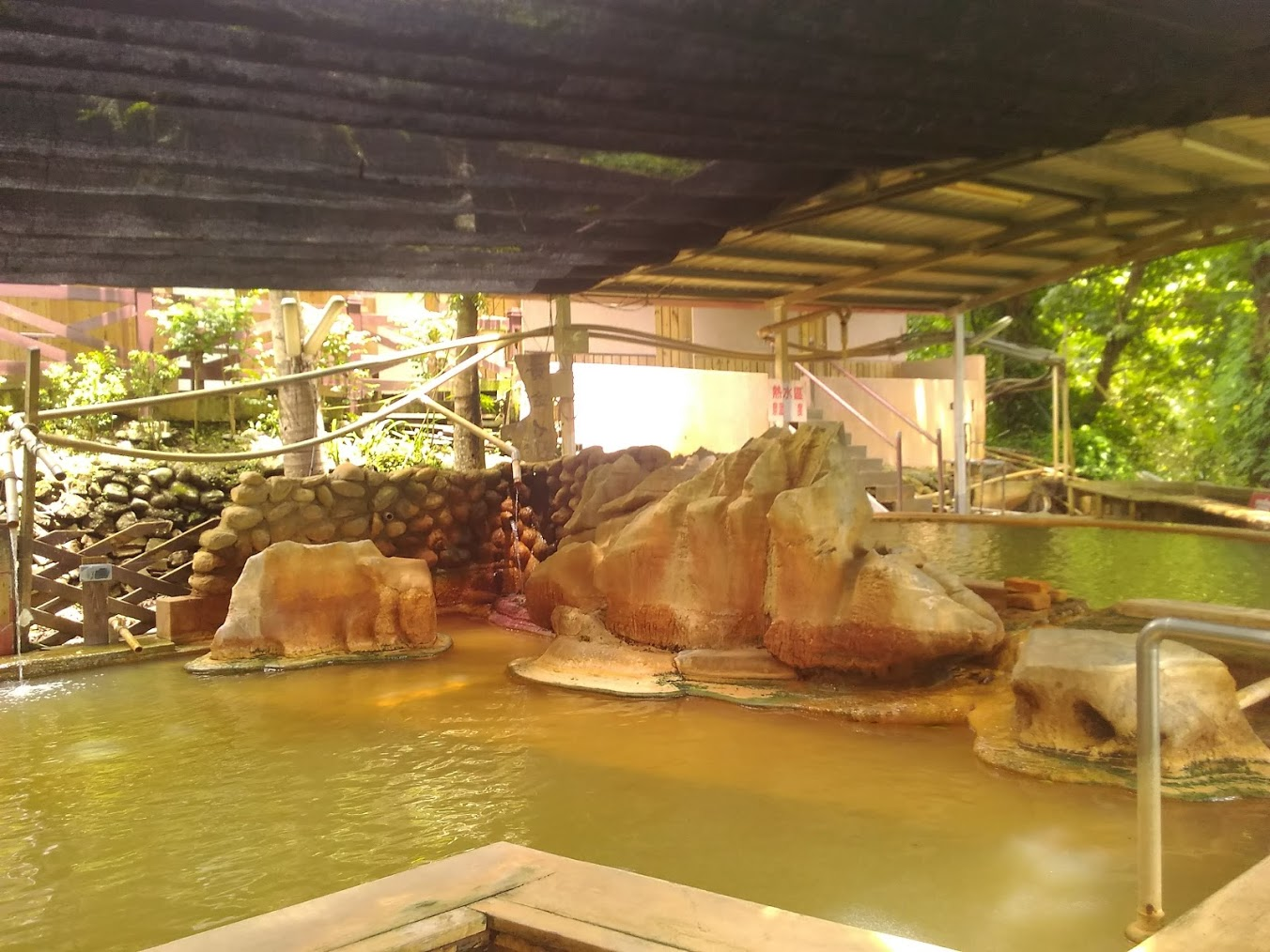
瑞穂温泉
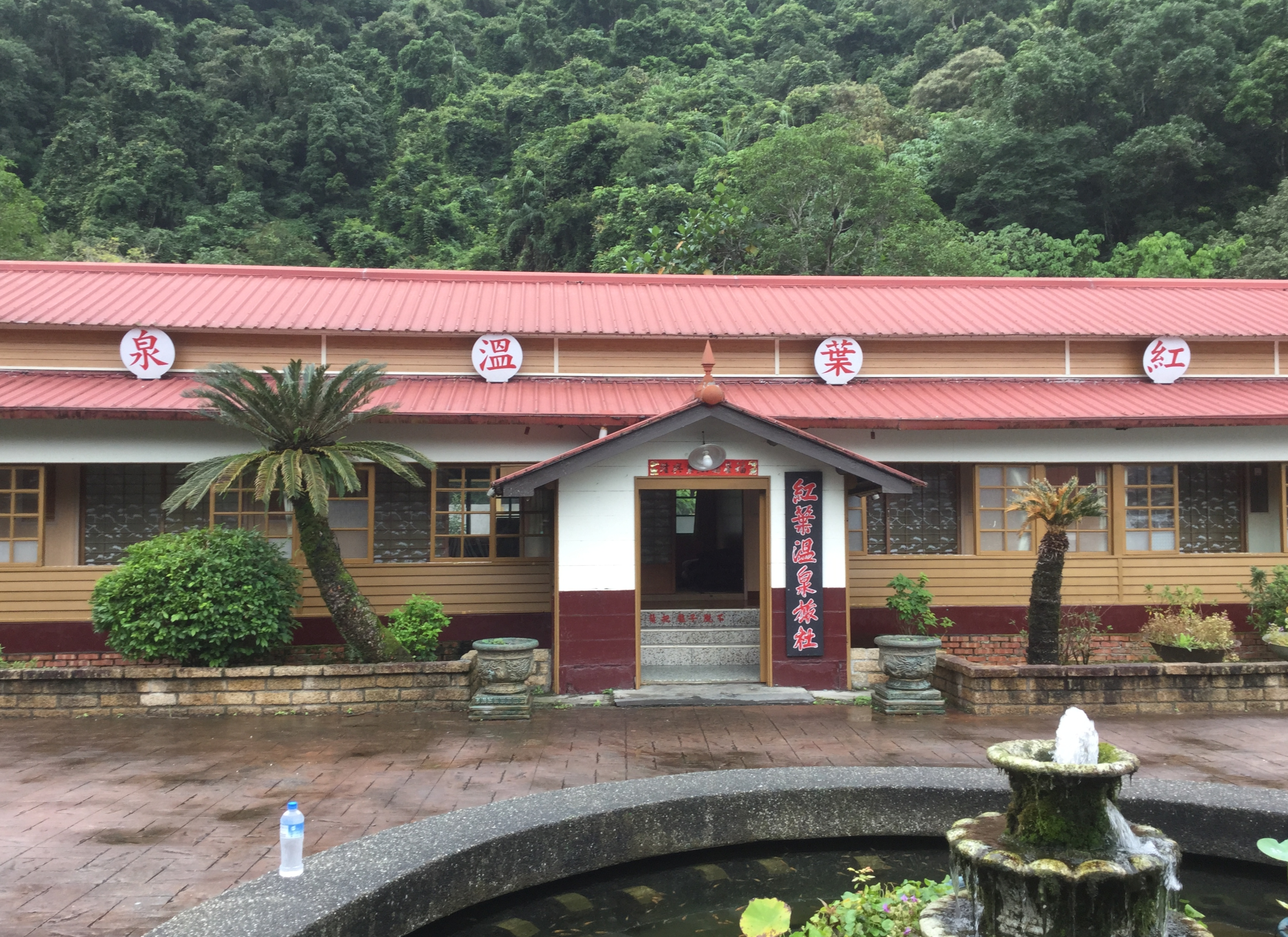
紅葉温泉

## 台東県

### 卑南郷
- 知本温泉
- 利吉温泉

### 海端郷
- 摩刻南温泉(zh:摩刻南溫泉)
- 碧山温泉
- 六口温泉
- 轆轆温泉(zh:轆轆溫泉)
- 彩霞温泉
- 栗松温泉(zh:栗松溫泉)
- 霧鹿温泉

### 延平郷
- 紅葉温泉 (台東県)

### 緑島郷
- 朝日温泉 (台湾)

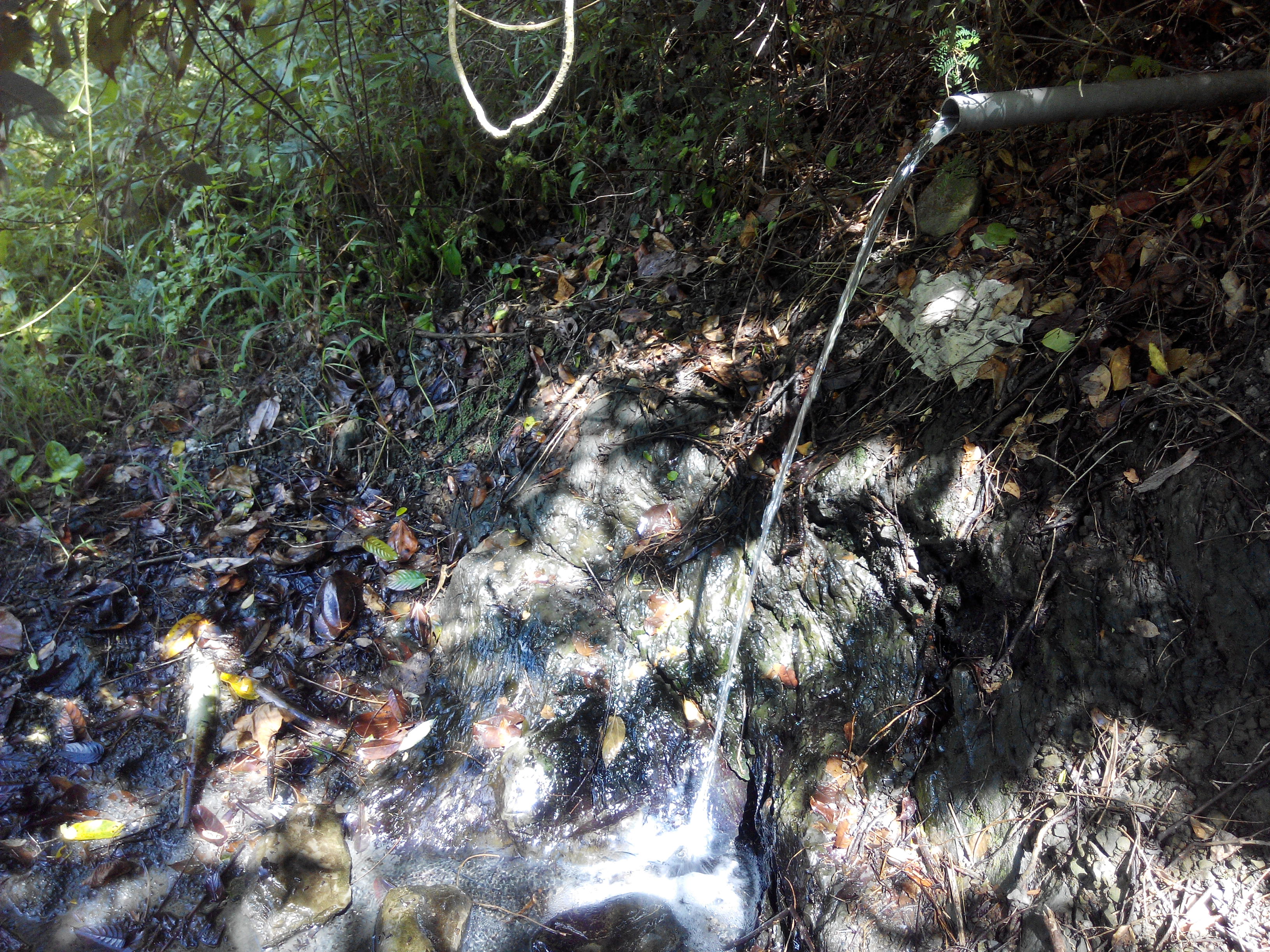
利吉温泉
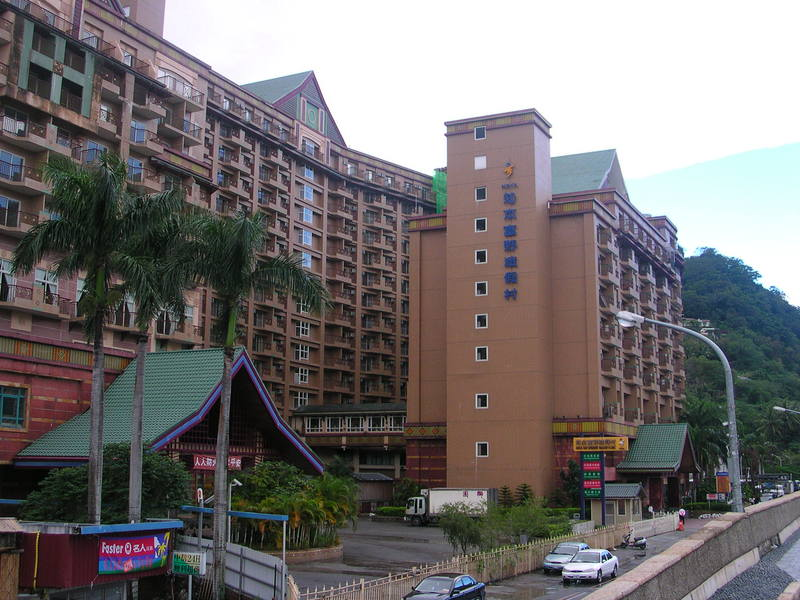
知本温泉
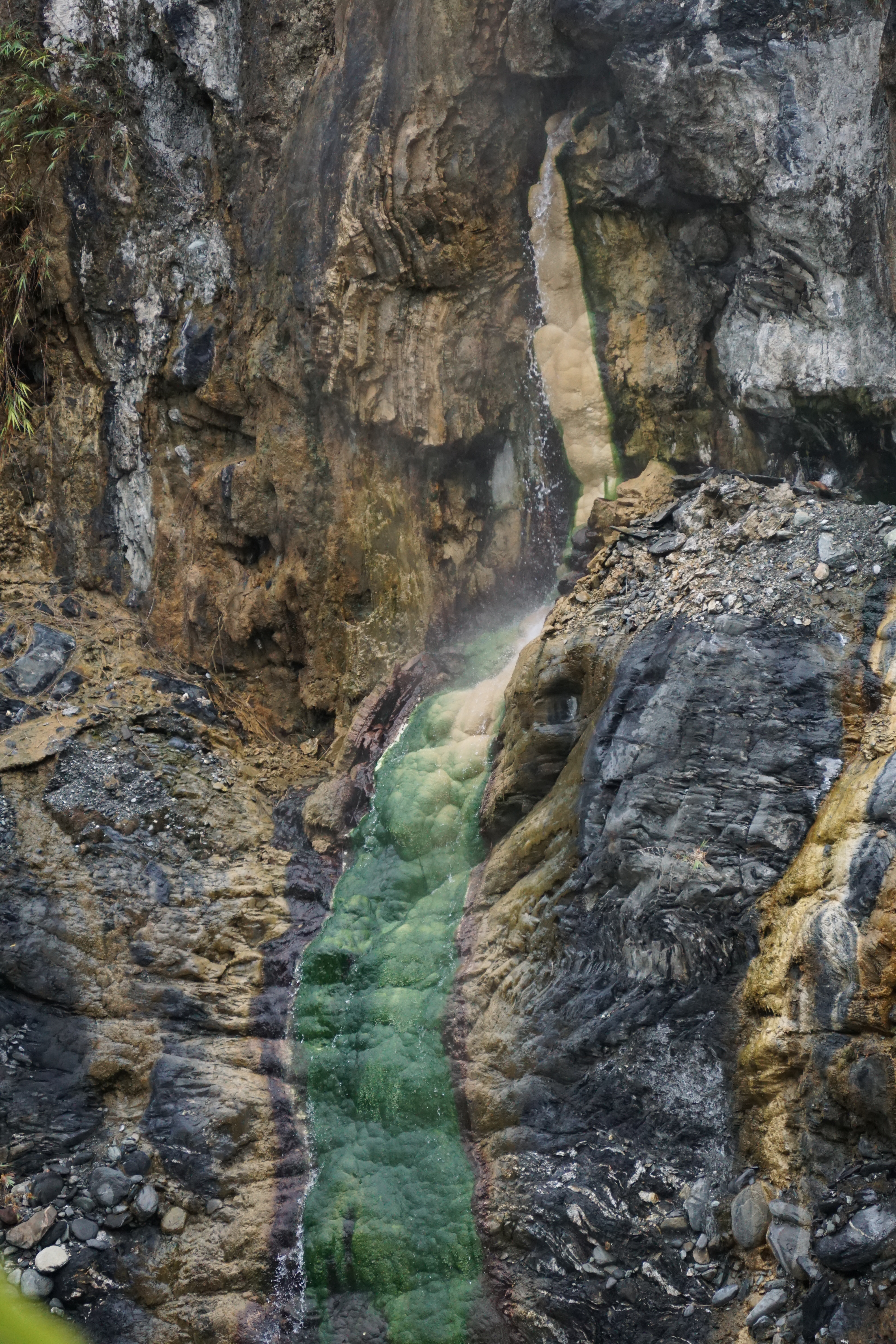
碧山温泉
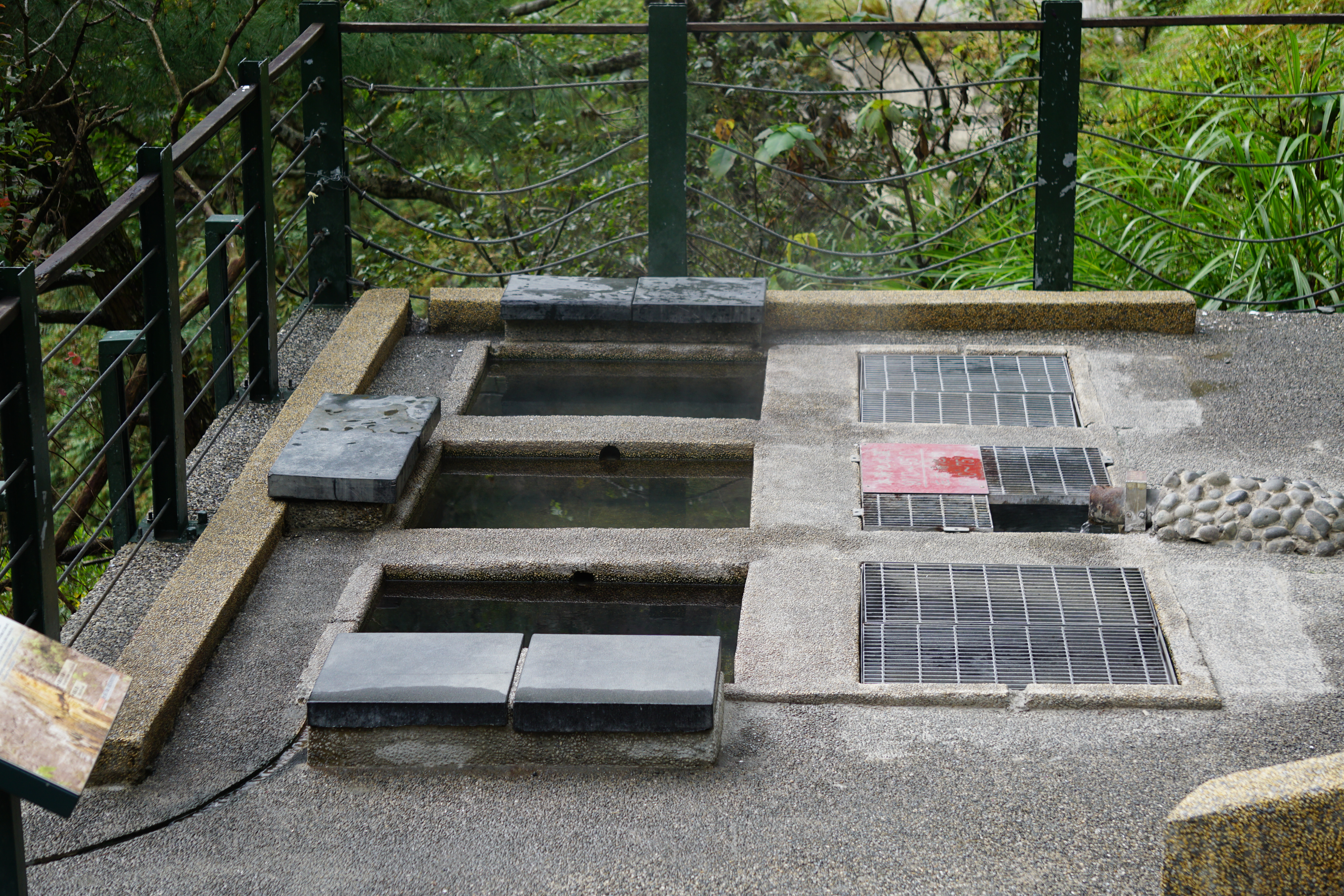
六口温泉
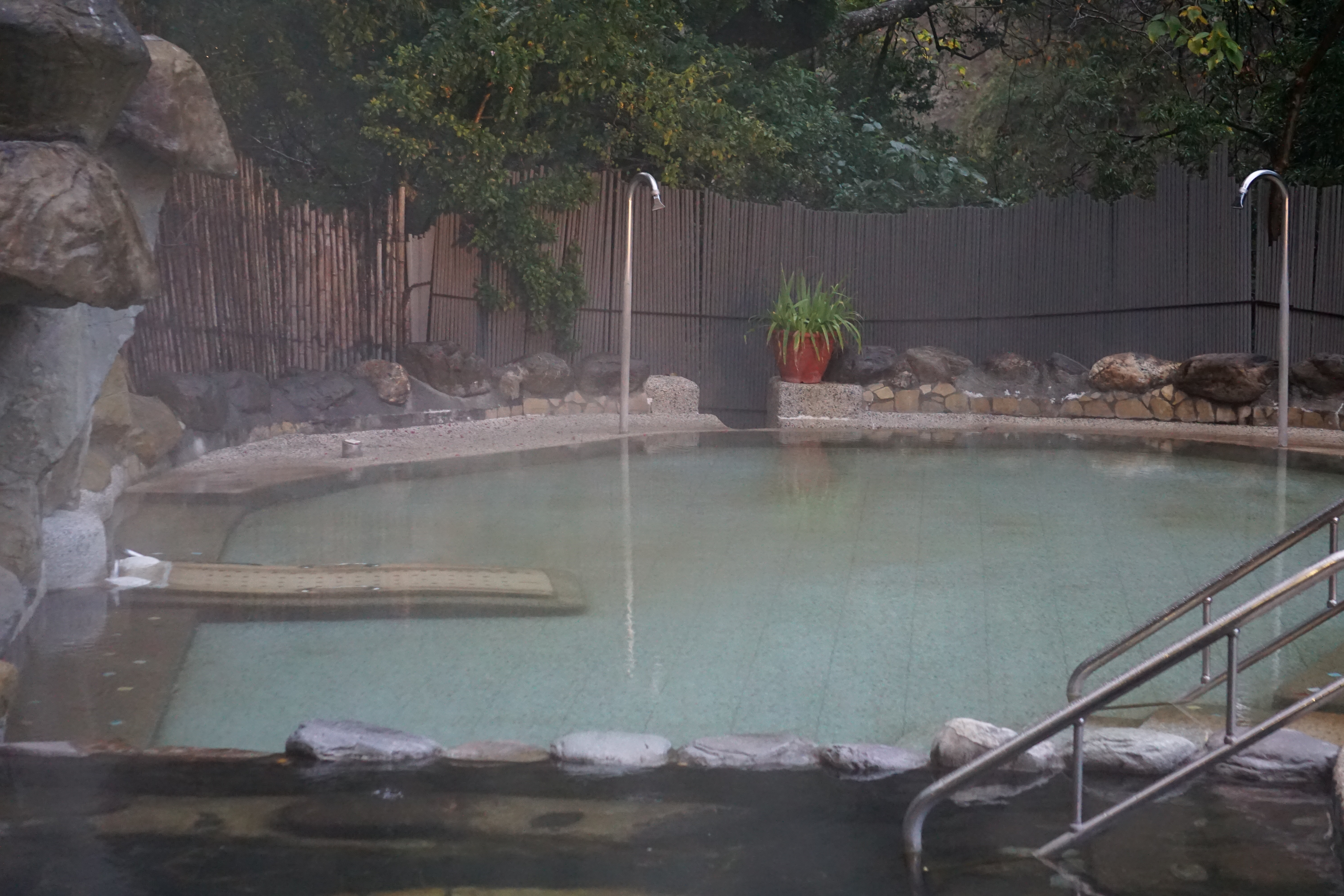
霧鹿温泉
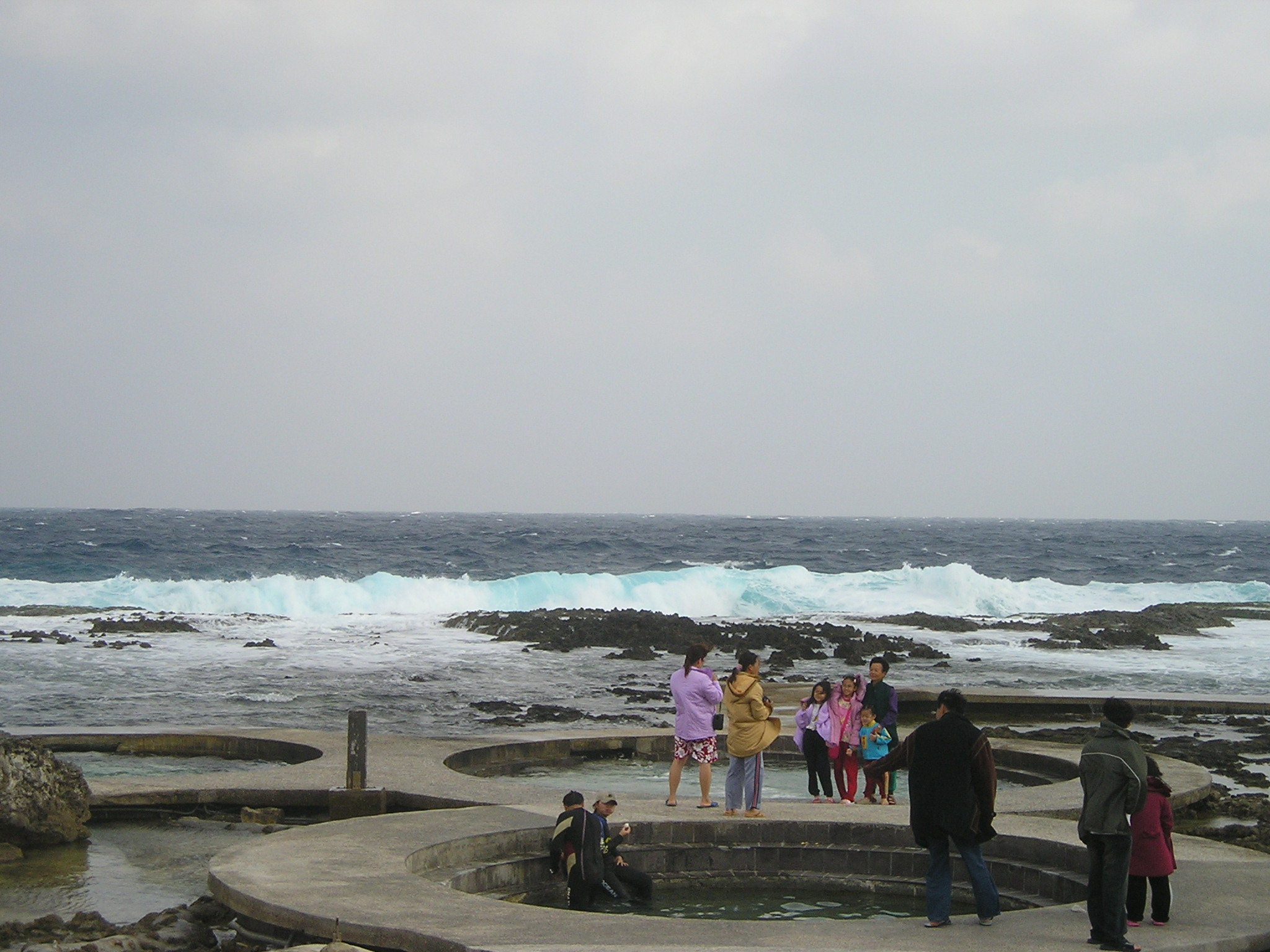
朝日温泉